# Ophiopyrgus biocalae
Ophiopyrgus biocalae är en ormstjärneart som beskrevs av Vadon 1991. Ophiopyrgus biocalae ingår i släktet Ophiopyrgus och familjen fransormstjärnor. Inga underarter finns listade i Catalogue of Life.